# Jardí Zoològic de Berlín
El Jardí Zoològic de Berlín (Zoologischer Garten Berlin) és un dels zoos més grans d'Alemanya, i un dels més complets del món en nombre d'espècies animals.
Es troba al límit occidental del barri de Tiergarten, a prop del Kurfürstendamm i l'estació ferroviària de Zoologischer Garten.
Adjacent al zoo hi ha el gran parc del Tiergarten. A l'interior del zoo també hi ha molts jardins i petits llaquets. Al desembre del 2006, al parc hi nasqué l'os polar Knut, que ràpidament esdevingué una de les principals atraccions del zoo berlinès.